# Lemezkihasználtság
Az informatikai eszközök működéséhez elengedhetetlen, hogy legyen bennük valamilyen nem felejtő memória (ROM). A lemezkihasználtság azt jelenti, hogy mennyire van leterhelve eszközünk memóriája. Ez minél kisebb, annál jobban óvjuk merevlemezünket, így annak élettartama megnő.

## Lemezkihasználtság Windows operációs rendszeren
A Windows operációs rendszerek használatakor a Feladatkezelő alkalmazásban megtekinthető a lemezkihasználtság mértéke. Az alkalmazás többféleképpen megnyitható. Az alkalmazás első megnyitása esetén kattintsunk a "Több részlet" feliratra. A lemezkihasználtság százalékos értéke a "Lemez" oszlop tetején található. (Alapértelmezetten a harmadik oszlop)